# Kanton Samer
Kanton Samer (francouzsky Canton de Samer) byl francouzský kanton v departementu Pas-de-Calais v regionu Nord-Pas-de-Calais. Tvořilo ho 18 obcí. Zrušen byl po reformě kantonů 2014.

## Obce kantonu
- Carly
- Condette
- Dannes
- Doudeauville
- Halinghen
- Hesdigneul-lès-Boulogne
- Hesdin-l'Abbé
- Isques
- Lacres
- Nesles
- Neufchâtel-Hardelot
- Questrecques
- Saint-Étienne-au-Mont
- Saint-Léonard
- Samer
- Tingry
- Verlincthun
- Wierre-au-Bois